# Saïda Sassi
Saïda Sassi (arabe : سعيدة ساسي), née en 1921 à Monastir et morte le 25 juillet 2007, est une femme politique tunisienne. Elle est connue pour être la nièce et le bras droit du président Habib Bourguiba durant son mandat de 1957 à 1987.

## Biographie

### Jeunesse et débuts
Saïda Sassi, née en 1921 à Monastir, est orpheline de père à l'âge de six ans et élevée par son oncle, Habib Bourguiba. N'ayant pu s'investir dans ses études, elle n'obtient qu'un certificat d'études.
Après l'indépendance de la Tunisie et l'accession de son oncle à la présidence de la République, elle fait son entrée au palais présidentiel de Carthage puisque Bourguiba lui demande d'y habiter avec son mari. Elle occupe rapidement des fonctions importantes et se charge de surveiller la santé du président.

### Carrière
Saïda Sassi est l'une des pionnières de la lutte pour l'indépendance de la Tunisie et pour l'émancipation des femmes.
Avec son arrivée à Carthage, elle devient vite le pilier du palais présidentiel et réussit à influencer son oncle, le président Bourguiba. Son rôle est d'assurer sa sécurité ; elle dort même pendant plus de trente ans au pied de son lit.
Considérée comme la « Première dame bis », elle est aussi jugée comme la source d'éventuelles conspirations politiques.
Elle se charge également de maintenir la bonne image de son oncle, en faisant savoir aux Tunisiens que le président est plus résistant que les médias ne peuvent parfois le présenter.

### Vie privée

#### Relation avec Habib Bourguiba
La relation de Saïda Sassi avec le président ne laisse pas de place au doute qu'elle est sa nièce préférée.
Originaire de Monastir comme lui, ils ont des liens très forts et elle joue un rôle des plus ambigus au palais présidentiel. Elle se permet ainsi de s'immiscer dans la vie sexuelle du président en recrutant de jeunes et jolies femmes pour lui.
Bourguiba lui consacre beaucoup de temps et passe presque toutes ses journées en sa compagnie, après de brèves réunions avec des personnalités politiques. Après avoir été écarté en 1987 pour sénilité par son Premier ministre, Zine el-Abidine Ben Ali, Bourguiba quitte le pouvoir et se voit transféré à la résidence d'État de Mornag. Sassi lui reste fidèle et continue de lui rendre visite jusqu'à son déménagement à Paris et le transfert de l'ancien président dans sa ville natale de Monastir.

#### Relation avec Wassila Bourguiba
La relation entre Saïda Sassi et la Première dame et épouse du président, Wassila Bourguiba, est très tendue puisque la nièce influente a le droit de dormir au chevet de son oncle et d'avoir son mot à dire dans toutes ses affaires, tandis que Wassila, qui dispose de ses propres appartements, est mise à l'écart.
En 1986, cette rivalité se termine par le divorce de Habib et Wassila,.

### Fin de vie
Après que Bourguiba ait quitté le pouvoir en 1987, Saïda Sassi décide de s'installer un an plus tard à Paris. En 1995, elle découvre qu'elle est atteinte de la maladie d'Alzheimer. Elle retourne alors dans son pays natal et y finit ses jours, avant de s'éteindre le 25 juillet 2007.
Ses obsèques au cimetière du Djellaz ne témoignent pas de sa bonne relation avec le peuple tunisien puisque seuls quelques proches et amis lui rendent un dernier hommage.